# Anybody Seen My Baby?
«Anybody Seen My Baby?» —en español: «¿Alguien ha visto a mi chica?»— es una canción de la banda británica de rock The Rolling Stones. Fue lanzada como primer sencillo de su álbum Bridges to Babylon de 1997. La canción fue un éxito, convirtiéndose en el gran hit del álbum y en una de las canciones principales interpretadas durante la gira Bridges to Babylon Tour entre los años 1997 y 1998.

## Grabación
Escrita por Mick Jagger y Keith Richards, la canción también fue acreditada a k.d. lang y Ben Mink. La canción es conocida por su coro, que suena sorprendentemente similar a la canción «Constant Craving» que lang lanzó en 1992. Jagger y Richards afirmaron que nunca han escuchado la canción antes, solo habiendo descubierto la semejanza antes del lanzamiento de su canción. Como Richards contó en su autobiografía Life, fue Angela, su hija, quien advirtió a su padre que la nueva letra de la canción de los Stones tenía una semejanza meramente llamativa a la canción de lang. Jagger y Richards dieron crédito a lang, junto con su coescritor Ben Mink, para evitar cualquier demanda. Después, lang dijo que estaba "completamente honrada y halagada" por recibir el crédito.
«Anybody Seen My Baby?» es una canción típica de los Stones en su era Bridges to Babylon. Cuenta con amplias inspiraciones, incluyendo muestras del artista de hip-hop Biz Markie, convirtiéndola en una de las pocas canciones de los Rolling Stones en incluir samples (Bridges to Babylon es el único álbum de los Rolling Stones que incluye samples). El bajo y los teclados de la canción son realizados por Jamie Muhoberac mientras que Waddy Wachtel toca la guitarra acústica. La canción tiene un distintivo toque R&B, impulsado por el bajo de Muhoberac. Jagger, Richards y Wachtel tocan las guitarras eléctricas. Coincidentemente, se informa que «Has Anybody Seen My Baby» ha sido el título de una canción escrita y grabada por Brian Jones después de dejar los Rolling Stones.
La canción fue grabada entre marzo y julio de 1997 en los estudios Ocean Way Recording en Los Ángeles, Estados Unidos.
La batería con la que inicia la canción se parece a la secuencia de percusión del tema Where life begins, de Madonna.

## Lanzamiento y recepción
La canción fue un éxito en todo el mundo, alcanzando el Top 20 en Europa, el puesto # 1 en Canadá y el # 3 en el Billboard Mainstream Rock Tracks. El video musical de la canción es quizás mejor recordado por contar con la participación de la actriz Angelina Jolie. Ella aparece como una estríper que deja su trabajo en medio rendimiento para vagar por la ciudad de Nueva York. «Anybody Seen My Baby?» llegaría a ser la única pista de Bridges to Babylon en aparecer en los recopilatorios de los Stones Forty Licks de 2002 y GRRR! de 2012 (aunque la versión de 80 canciones de este recopilatorio también contiene «Saint of Me»).
La tocaron en vivo en la mayoría de los conciertos de 1997/98 durante la gira Bridges to Babylon Tour y una vez en 2016.

## Lista de canciones
| Sencillo en CD, Cardsleeve |                                               |          |  |
| N.º                        | Título                                        | Duración |  |
| 1.                         | «Anybody Seen My Baby?» (LP Edit)             | 4:08     |  |
| 2.                         | «Anybody Seen My Baby?» (Don Was Radio Remix) | 3:44     |  |

| Sencillo en CD |                                                       |          |  |
| N.º            | Título                                                | Duración |  |
| 1.             | «Anybody Seen My Baby?» (Armand's Rolling Steelo Mix) | 10:30    |  |
| 2.             | «Anybody Seen My Baby?» (Soul Solution Remix)         | 9:29     |  |
| 3.             | «Anybody Seen My Baby?» (Bonus Roll)                  | 6:01     |  |

## Personal
Acreditados:
- Mick Jagger: voz, guitarra eléctrica, coros.
- Keith Richards: guitarra eléctrica, coros.
- Ron Wood: guitarra eléctrica.
- Charlie Watts: batería.
- Bernard Fowler: coros.
- Waddy Wachtel: guitarra acústica.
- Jamie Muhoberac: bajo, teclados.
- Blondie Chaplin: pandereta, sacudidor, coros.
- Joe Sublett: saxofón.
- Jim Keltner: percusión.
- Don Was: teclados.
- Biz Markie: interludio de rap.

## Posicionamiento en las listas
| Listas (1997)                               | Mejor posición |
| ------------------------------------------- | -------------- |
| Alemania (Media Control AG)                 | 24             |
| Austria (Ö3 Austria Top 40)                 | 12             |
| Bélgica (Flandes) (Ultratip Bubbling Under) | 2              |
| Canadá (RPM Top Singles)                    | 1              |
| Escocia (Scottish Singles Sales Chart)      | 18             |
| España (AFYVE)                              | 4              |
| Estados Unidos (Adult Alternative Songs)    | 2              |
| Estados Unidos (Mainstream Rock)            | 3              |
| Eurochart Hot 100                           | 18             |
| Finlandia (OFC)                             | 11             |
| Hungría (Mahasz)                            | 2              |
| Italia (Musica e dischi)                    | 20             |
| Noruega (VG-lista)                          | 14             |
| Países Bajos (Dutch Top 40)                 | 12             |
| Reino Unido (UK Singles Chart)              | 22             |
| Suecia (Sverigetopplistan)                  | 18             |
| Suiza (Schweizer Hitparade)                 | 26             |

### Sucesión en listas
| Anterior: «Fly» de Sugar Ray | RPM Top Singles — Sencillo N.º 1 27 de octubre de 1997 — 2 de noviembre de 1997 | Siguiente: «Fly» de Sugar Ray |